# Ellen Ochoa
Ellen Ochoa, född 10 maj 1958 i Los Angeles, är en amerikansk astronaut uttagen i astronautgrupp 13 den 17 januari 1990.
2007 blev hon vicedirektör för NASAs Johnson Space Center och sedan 1 januari 2013 är hon direktör för Johnson Space Center.

## Rymdfärder
- STS-56
- STS-66
- STS-96
- STS-110